# Laktol
U organskoj hemiji, laktol je ciklični ekvivalent hemiacetala ili hemiketala. Jedinjenje se formira intramolekularnom nukleofilnom adicijom hidroksilne grupe na karbonilnu grupu aldehida ili ketona.
Laktol se često nalazi u ravnotežnoj smeši sa odgovarajućim hidroksi aldehidom. Položaj ravnoteže može da bude na jednoj ili drugoj stani, u zavisnosti od veličine prstena i drugih konformacionih efekata.
Laktolna funkcionalna grupa je prevalentna u prirodi kao komponenta aldoznih šećera.

## Hemijska reaktivnost
Laktoli mogu da učestvuju u mnoštvu različitih hemijskih reakcija, među kojima su:
- Oksidacija, čime se formiraju laktoni
- Reakcija sa alkoholima, da se formiraju acetali
  - Reakcija šećera sa alkoholima ili drugim nukleofilima dovodi do formiranja glikozida
- Redukcija (deoksigenacija), čime se formiraju ciklični etri